# Cyphostemma waterlotii
Cyphostemma waterlotii là một loài thực vật hai lá mầm trong họ Nho. Loài này được (A.Chev.) Desc. miêu tả khoa học đầu tiên năm 1967.